# 우크라이나계 미국인
우크라이나계 미국인(Ukrainian American)는 우크라이나에 뿌리를 둔 미국인으로, 우크라이나에서 건너온 자손 미국인들이다. 뉴욕주, 캘리포니아주와 펜실베이니아주에도 거주하고 있다.

## 같이 보기
- 우크라이나인
- 미국인
- 러시아계 미국인
- 벨라루스계 미국인